# 1139年
| 千纪： | 2千纪 |
| 世纪： | 11世纪 \| 12世纪 \| 13世纪                                                                                               |
| 年代： | 1100年代 \| 1110年代 \| 1120年代 \| 1130年代 \| 1140年代 \| 1150年代 \| 1160年代                                         |
| 年份： | 1134年 \| 1135年 \| 1136年 \| 1137年 \| 1138年 \| 1139年 \| 1140年 \| 1141年 \| 1142年 \| 1143年 \| 1144年               |
| 纪年： | 己未年（羊年）；西夏大德五年，大庆元年；金天眷二年；西辽康國六年；南宋紹興九年；大理廣運二年；越南紹明二年；日本保延五年 |

## 大事记
- 宋高宗和秦檜與金議和，南宋向金稱臣納貢。
- 金熙宗完顏亶誅殺把持朝政的完顏宗磐、完顏宗雋與完顏昌。
- 7月1日——夏崇宗李乾順逝世，次子李仁孝繼位，是為夏仁宗。
- 7月26日——阿方索一世率領軍隊在奧里基戰役打敗摩爾人的軍隊，隨即宣布自己為獨立的葡萄牙王國的首任國王，擺脫和卡斯提爾王國等基督教國家的臣屬關係。

## 出生
- 近衛天皇

## 逝世
- 7月1日——夏崇宗李乾順，西夏第四位皇帝，夏惠宗李秉常之子。
- 7月18日——南宋初年抗金名將。
- 王彥，南宋初年抗金名將。
- 完顏宗磐，金太宗完顏吳乞買的嫡長子。
- 完顏宗雋，金太祖完顏阿骨打之子。
- 完顏昌，金穆宗完顏盈歌之子。